# Lafayette (Indiana)
 For alternative betydninger, se Lafayette. (Se også artikler, som begynder med Lafayette)
Lafayette er en by i Tippecanoe County i Indiana, USA. Byen ligger 101 km nordvest for Indianapolis og 201 km sydøst for Chicago. West Lafayette ligger overfor Lafayette på den anden side af Wabash River. West Lafayette er hjemsted for Purdue University, som bidrager væsentligt til begge bysamfund. Sammen udgør Lafayette og West Lafayette kernen i Lafayette metropolitan area, som havde et skønnet indbyggertal på 224.709 i 2021 ifølge US Census Bureaus skøn for 2021.
Ved folketællingen i USA i 2020 var indbyggertallet i Lafayette 70.783, hvilket var en stigning på 25 % fra 56.397 i 2000. Ved folketællingen i 2020 havde nabobyen West Lafayette 44.595 indbyggere og Tippecanoe County 186.291.
Lafayette blev grundlagt i 1825 på den sydøstlige bred af Wabash River nær det sted, hvor floden bliver ufremkommelig for flodbåde. Der havde været et fransk fort og handelspost siden 1717 på den modsatte bred ca. 5 km nedstrøms. Byen er opkaldt efter den franske general Marquis de Lafayette som var en helt fra den amerikanske uafhængighedskrig. Den fik bystatus i 1853.